# La Diligence de Beaucaire
La Diligence de Beaucaire est une courte nouvelle faisant partie des Lettres de mon moulin d'Alphonse Daudet.

## Publication
La Diligence de Beaucaire est initialement publiée dans Le Figaro du 16 octobre 1868 et ne formait qu'un seul texte avec Installation, qui lui fut détaché à compter de la première édition en recueil par Hetzel, en 1869, Installation introduisant le livre entier, La Diligence ouvrant la série de lettres à proprement parler.

## Argument
La nouvelle raconte l'histoire du narrateur, Parisien, qui voyageant dans la diligence en apprend plus sur les Beaucairois, et plus particulièrement sur l'histoire d'un rémouleur et de sa femme infidèle, d'après le récit d'un boulanger,.

## Adaptation
La Diligence de Beaucaire a été enregistrée par Fernandel.